# Friedrich Kluge
Friedrich Kluge est un philologue et lexicologue allemand né le 21 juin 1856 à Cologne et mort le 21 mai 1926 à Fribourg-en-Brisgau. Son œuvre majeure est le Etymologisches Wörterbuch der deutschen Sprache, un dictionnaire étymologique de la langue allemande constamment réédité depuis sa première parution en 1883.

## Biographie
Friedrich Kluge étudie la philologie et la linguistique comparée à Leipzig, Strasbourg et Fribourg. Il commence à enseigner la philologie à Strasbourg en 1880, puis devient professeur d'allemand à l'université d'Iéna en 1884. Il est nommé professeur de langue et littérature allemandes à Fribourg en 1893, succédant à Hermann Paul.

## Œuvres
- 1883 : Etymologisches Wörterbuch der deutschen Sprache (25e édition en 2011)
- 1888 : Von Luther bis Lessing. Sprachgeschichtliche Aufsätze
- 1895 : Deutsche Studentensprache
- 1901 : Rotwelsches Quellenbuch
- 1907 : Unser Deutsch. Einführung in die Muttersprache. Vorträge und Aufsätze
- 1911 : Seemannssprache. Wortgeschichtliches Handbuch deutscher Schifferausdrücke älterer und neuerer Zeit
- 1912 : Wortforschung und Wortgeschichte. Aufsätze zum deutschen Sprachschatz